# Halirrhothios (Sohn des Poseidon)
Halirrhothios (altgriechisch Ἁλιρρόθιος Halirrhóthios, deutsch ‚Meerbrauser‘) ist in der griechischen Mythologie ein Sohn des Poseidon.
Seine Mutter ist entweder die Nymphe Euryte oder möglicherweise Bathykleia.
Mit dem Poseidonsohn Halirrhothios sind zwei getrennte mythische Traditionen verbunden. In der ersten versucht er die Wasser holende Alkippe, Tochter des Kriegsgottes Ares und der Kekropstochter Agraulos, zu vergewaltigen. Als dies beim ersten Mal nicht gelingt und Alkippe ihrem Vater von dem Vorfall berichtet, schickt dieser sie erneut los, damit er Halirrhothios auflauern könne. Als dieser abermals versucht, Alkippe Gewalt anzutun, tötet ihn Ares mit einem Beil. Ort der Tat ist die Quelle im Asklepieion von Athen am Südabhang der Akropolis. Poseidon klagt nun den Ares wegen der Bluttat an und die Götter sitzen auf dem Hügel zu Gericht, der in der Folge „Hügel des Ares“, Areiopagos, genannt wird. Die Götter sprechen Ares frei. Begründet wird hiermit die Tradition, dass der gleichfalls Areopag genannte oberste Rat Athens auf diesem Hügel tagte. In dieser Form ist der Mythos bei griechischen Schriftstellern und Rednern, bei Grammatikern, Mythographen und Chronographen verbreitet aufgegriffen worden.
Die zweite Erzähltradition lässt Halirrhothios wegen des Sieges Athenas über seinen Vater im Kampf um die Schirmherrschaft der später Athen genannten Stadt in Wut geraten. Beim Versuch, den ihr heiligen Olivenbaum im Pandroseion zu fällen, erschlägt er sich mit der Axt selbst oder die Klinge rutscht vom Stiel ab und trennt ihm den Kopf von den Schultern. Ares wird nun als „Herr des Eisens“ wegen des Todes seines Sohnes von Poseidon angeklagt.